# Amt Berkenthin
Das Amt Berkenthin ist ein Amt im Kreis Herzogtum Lauenburg in Schleswig-Holstein. Der Verwaltungssitz befindet sich in Berkenthin. Das Amt umfasst folgende Gemeinden:
1. Behlendorf
2. Berkenthin
3. Bliestorf
4. Düchelsdorf
5. Göldenitz
6. Kastorf
7. Klempau
8. Krummesse
9. Niendorf bei Berkenthin
10. Rondeshagen
11. Sierksrade

## Geschichte
1889 entstand auf Anordnung des preußischen Ministers des Innern der Amtsbezirk Berkenthin, aus dessen Gemeinden 1948 das Amt gebildet wurde. 1970 schlossen sich die Gemeinden Bliestorf und Kastorf des früheren Amtes Siebenbäumen an das Amt Berkenthin an. 

## Einzelnachweise

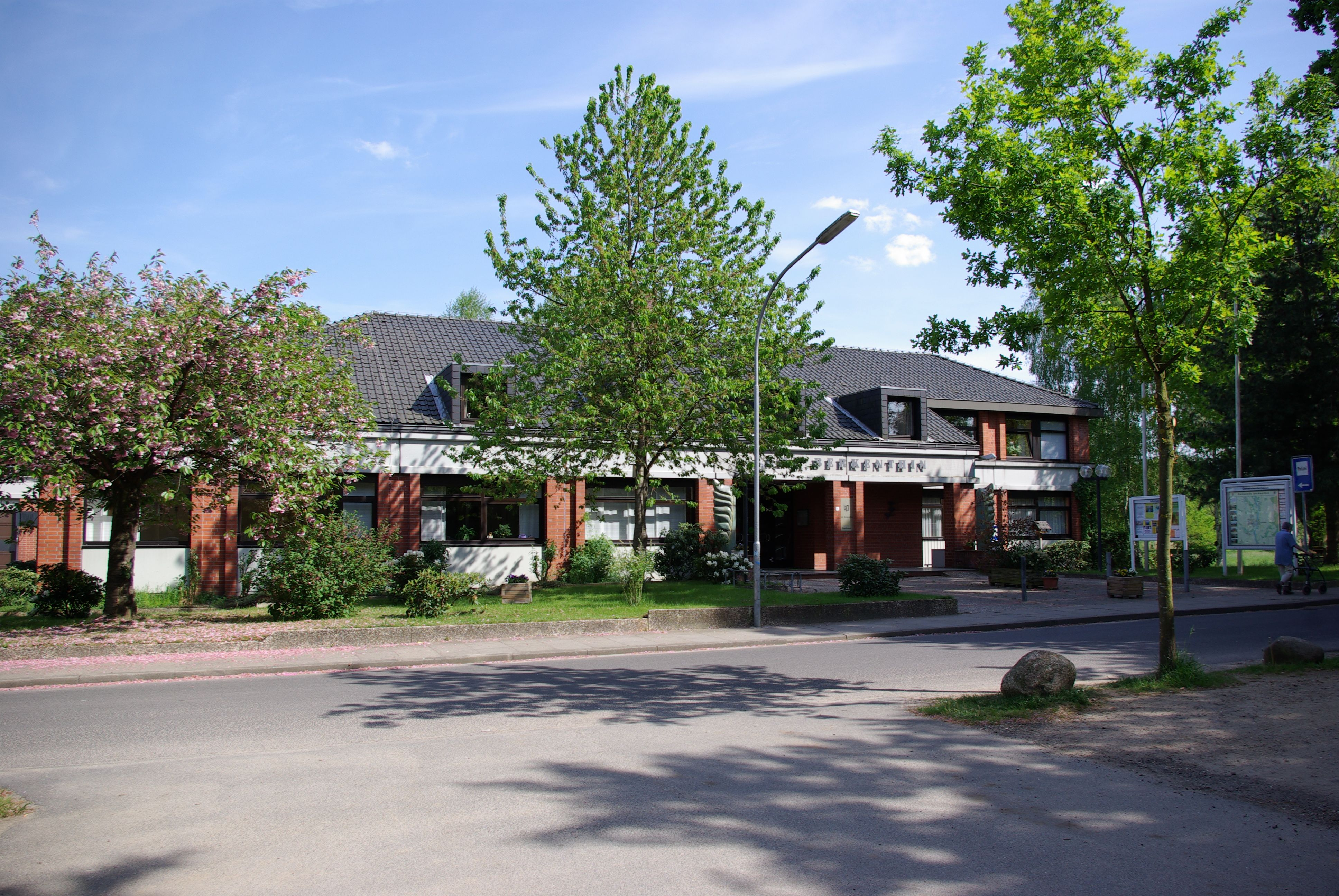
Amtsverwaltung in Berkenthin